# Савез Србије за дизање тегова
Савез Србије за дизање тегова је организација која у Међународној федерацији за дизање тегова, наставља традицију Тешко атлетског савеза Југославије, Савеза Југославије за дизање тегова, Савеза за дизање тегова Србије и Црне Горе. Тешко атлетски савез Србије је основан 18. јуна 1950. године у Београду. Убрзо мења назив у Савез Србије за дизање тегова.
Савез Србије за дизање тегова је члан следећих спортских организација:
1. Међународна федерација за дизање тегова
2. Европска федерација за дизање тегова
3. Евро-Азијска регионална асоцијација за дизање тегова
4. Медитеранска конфедерација за дизање тегова
5. Олимпијски комитет Србије
6. Спортски савез Србије

Дизање тегова је спортска грана која се налази на програму олимпијских игара од 1896. године. Циљ у дизању тегова је подићи што већу тежину тега изнад главе, у такмичарским дисциплинама трзај и избачај. Такмичење се изводи у осам мушких и седам женских тежинских категорија, у старосним категоријама до 17 година, до 20 година, до 23 године, за сениоре и ветеране.

## Клубови
1. Црвена звезда, Београд
2. Ниш, Ниш
3. Јединство, Нови Бечеј
4. Јединство, Стара Пазова
5. Раднички, Сомбор
6. Херкулес, Бач
7. Железничар, Инђија
8. Спартак, Суботица
9. Партизан, Београд
10. Шварц, Београд
11. Срем, Сремска Митровица
12. Бањица, Београд
13. Спорт Актив, Београд
14. Камен, Инђија
15. Титан Џим, Београд
16. Дубочица, Лесковац
17. Младост, Врање
18. Ф џим, Београд
19. Ас, Лозница

## Историја

#### Дизање тегова у Србији у периоду од 1857. до Другог светског рата
Такмичења “ко може више подићи” су веома стара. Половином 19. века почиње организован развој дизања тегова у земљама западне Европе и Русије. У Србији, у неким грађанским друштвима, у то доба се такмичи у дизању бакрача (бакарни котао) пуног воде и дизању камена. Стеван Тодоровић (1832—1925) је 1857. године основао “Прво Српско друштво за гимнастику и борење” у оквиру кога се развијало вежбање са теговима. Друштво је 1891. године променило име у Београдско гимнастицко друштво „Соко“, да би се пред Први светски рат ујединило са Гимнастичким друштвом “Душан Силни” и добило назив „Савез соколских друштава Душан Силни“.
У Сомбору, 1880. године, Александар Шане Деметровић поставља темеље спорта у том граду. Један од основних спортских реквизита које је користио били су тегови. У периоду од 1894. до 1896. године у Сомбору је боравио др Петар Тадић, велики стручњак за дизање тегова оног времена. У Суботици, 1880. године, браћа Вермеш (Лајош, Нандор и Бела) у Суботичком спортском друштву развијају дизање тегова. Владан Ђорђевић (1844—1930) је 1882. године основао „Београдско грађанско друштво за гимнастику и борење“ у коме се вежбало и дизање терета. Од команданта београдске тврђаве, Богићевића, набављена су ђулад која су коришћена за вежбање снаге. Најистакнутији вежбачи са теговима били су Љубомир Петровић и Емерих Штајнлехнер. Београдско гимнастичко друштво „Соко“ је организовало 30. новембра 1890. године „гимнастицко вече“ на коме су учествовали и дизачи тегова: Лазар Савић, Јован Стојановић, Љубомир Станојевић.
На освећењу заставе гимнастицког друштва „Душан Силни“, 1897. године у Београду, организовано је такмичење у дизању тегова од 50 kg. Победник је био Радисав Јовановић из Београда. Ван конкуренције је наступао Сретен Пашић, директор гимназије и председник гимнастицког друштва Душан Силни из Параћина. Он је подигао у вис бучицу од 50 kg три пута. Крајем 1909. године у Београду, Александар Цатовић оснива клуб „Милош Обилић“. У клубу се вежба рвање и дизање тегова.
У Прагу је 1912. године одржан 6. Чешки свесоколски слет. На слету су учествовали, како је забележила тада штампа, и “Срби из Зајечара и освојили су 11. место”. Такмичили су се Драгиша Нејић, Драгутин Ђорђевић и Војислав Димитријевић у дворуцном потиску тега од 50 kg што више пута.
У Првом Југословенском спортском алманаху дат је списак клубова чланова Тешко – атлетског савеза Југославије. У следећим клубовима, са територије Србије, вежбало се дизање тегова:
1. “Новосадски атлетски клуб”, Нови Сад
2. Шпортни клуб “Јуда Макаби”, Нови Сад
3. “Сенчански атлетски клуб”, Сента
4. “Сенчанска јеврејска омладина”, Сента
5. “Раднички спорт клуб”, Сомбор
6. Сомборски југословенски шпортски клуб “Аматер”, Сомбор
7. Сомборско југословенско шпортско удружење “Аматер”, Сомбор
8. “Сомборско шпортско удружење”, Сомбор
9. Шпортски клуб “Ферум”, Суботица
10. Атлетски клуб “Конкордија”, Суботица
11. “Суботичко атлетско ногометно друштво”, Суботица
12. Шпортски клуб “Косово”, Велика Кикинда
13. Шпортски клуб “Кадима”, Велики Бечкерек
14. Железничарски атлетски шпорт. клуб “Славија”, Велики Бечкерек

Након формирања савеза 1921. године почиње веће интересовање за дизање тегова.

#### Дизање тегова у Србији у периоду од 1948. до данас
Иницијативни одбор за формирање тешкоатлетског савеза Србије и тешкоатлетског одбора Београда формиран је 3. августа 1949. године. Одбор за оснивање тешко атлетског Савеза Србији сачињавали су: Милан Ерцеган, Ђока Вељковић, Миладин Поповић, Бранко Тегелтија, Гојко Бабић, Јован Ружић, Никола Адамовић и Фрањо Фишер. Међутим, и пре овога су дизачи тегова са територије Србије учествовали на организованим такмичењима. У Љубљани је 11. јула 1948. године одржано I првенство Југославије за сениоре. На њему је учествовало три такмичара из Србије, сви из „Милиционара“ из Новог Сада. До те године евидентирано је четири клуба за дизање тегова у читавој Републици и 9 судија са положеним испитом. Већ 1949. године било је регистровано осам клубова, 1950. годинедевет, а 1966. године деветнаест. На дан 1. априла 1966. године билоје 495 регистрованих такмичара у Србији.
Прво првенство Србије за сениоре је организовано 19. јуна 1949. године у Новом Саду. Тада се такмичило у шест категорија. Победници на првом првенству Србије за сениоре, по категоријама били су:
| бантам, Александар Русић | 200,0 kg | (60,0 60,0 80,0)  |
| перолака, Слободан Сивац | 190,0 kg | (60,0 55,0 75,0)  |
| лака, Шандор Тот         | 195,0 kg | (60,0 60,0 75,0)  |
| средња, Даворин Шоштарић | 240,0 kg | (75,0 70,0 95,0)  |
| полутешка, Шандор Тома   | 245,0 kg | (70,0 75,0 100,0) |
| тешка, Ференц Граца      | 240,0 kg | (65,0 75,0 100,0) |

Оснивачка Скупштина тешко атлетског савеза Србије одржана је 18. јуна 1950. године у Београду. У оквиру савеза радила су два одбора, за рвање и дизање тегова.
Екипна и куп такмичења Србије одржавају се од 1956. године. Прво првенство Србије за старије јуниоре одржано је у Новом Саду 25. маја 1958. године. Прво првенство за млађе јуниоре одржано је у Инђији 23. марта 1974. године. Такмичења за жене се одржавају од 2005. Године, а за ветеране повремено. У периоду до 1985. године (В. Михајловић, 1985а), по броју титула државних првака истичу се Марко Острогонац, Владимир Зрнић, Златко Миловац, др Ђура Кермеци, Душан Мирковић. У периоду од 1948. до 1992. године, дизачи тегова из Србије освојили су највећи број медаља на сениорским екипним првенствима Југославије. Од укупно 2461 додељене медаље, дизачи тегова из Србије освојили су 1086 медаља (44,13%), из Босне и Херцеговине 599 (24,34%), из Хрватске 464 (18,85%) и Словеније 312 (12,68%). Као тренери и спортски радници, посебно су се истакли браћа Корхец, Миодраг Јовановић, Михајло Антонијевић, Ерих Шпајзер, Ђура Кермеци, Стипан Верт, Милан Маширевић, Владан Михајловић, Војислав Илић и др.
Након формирања СРЈ, ДЗСЦГ и осамостаљивања Србије, Савез Србије за дизање тегова наставља континуитет чланства у Међународној федерацији за дизање тегова.
Миле Стојановић је 1945. године основао КДТ ‘”Динамо” из Панчева. Фузијом фискултурног омладинског клуба “Јован Микић – Спартак” и „Радничког” 1947. године у ”Радничко фискултурно друштво Јован Микић – Спартак”, Суботица добија спортско друштво са 17 секција. Једна од секција је била дизање тегова. Самостална спортска организација, КДТ „Спартак” постаје 1959. године. Алек Хубер оснива 1947. године КДТ ”Нови Сад”. Слободан Сивац оснива КДТ „Срем” у Сремској Митровици 1949. године. Секција тешкоатлетског клуба „Партизан” формирана је 15. маја 1950. године у Београду, а 1961. године секција прераста у клуб. ТАК „Банат” у Зрењанину, оснива Тоша Нишагачин 1953. године. КДТ „Херкулес” из Бача је основан 1953. године. Боривој Лалић 1956. године оснива КДТ „Јединство” у Новом Бечеју. При ДТВ „Партизан” у Инђији је 1960. године основана секција за дизање тегова која је касније прерасла у КДТ „Железничар”. У оквиру тешкоатлетског кллуба „Сента”, Раде Вукотић 1961. године оснива КДТ „Сента” из Сенте. Данашњи КДТ „Дубочица” из Лесковца је основан као секција при ДТВ „Партизан” 1962. године. КДТ „Партизан” из Кикинде 1963. године оснива Белић Војица. КДТ ”Млади радник” из Пожаревца је настао као секција за дизање тегова при ДТВ „Партизан” 1963. године. Одлуком Генералштаба ЈНА 1963. године, формирана је школа за телесно васпитање ЈНА у Београду и Шибенику са циљем окупљања свих ондашњих врхунских спортиста у Југославији који су се налазили на одслужењу војног рока. Највише успеха су постизали дизачи тегова који су чак освајали титуле шампиона Југославије и екипног првака Србије. У нишу је 1966. године формирана секција за дизање тегова ДТВ „Партизан” у Нишу. Из ове секције је настао КДТ „Ниш”. КДТ „Раднички” из Сомбора је настао 1965. године. У Малом Зворнику је 1966. године основан КДТ „Рекорд”. КДТ „Омладинац” из Змајева је основан 1966. године. КДТ „Вождовац” је формиран 1977. године у Београду. КДТ ”Црвена везда” је основана 1997, а 1999. године КДТ "Камен“.

## Управа
- Председник, Проф. др Милан В. Михајловић[2]
- Генерални секретар, Мр Рита Шпајзер
- Потпредседник, Бранко Чалић[3]
- Чланови управног одбора[4]

- Горан Кривошија
- Зоран Васиљевић
- Новица Миленковић
- Золтан Кајдочи

- Спортски директор, Љубиша Рајковић
- Комесар за безбедност, Јовица Зораја
- Национални тренери, Стипан Верт, Срђан Јовановић

## Кућа славних
„Кућа Славних“ Међународне федерације за дизање тегова је основана 12. јануара 1992. године у Паризу (Француска) са циљем да искаже почаст најзначајнијим представницима овог спорта у свету. Због доприноса развоју дизања тегова у свету, 3. јула 1997. године је одлучено да Владан Михајловић буде примљен у „Кућу Славних“.

## Златна плакета
Златна плакета Савеза Србије за дизање тегова се додељује појединцима и спортским организацијама заслужним за развој дизања тегова у Републици Србији, као и унапређењу спорта у целини.
Носиоци овог највишег признања Савеза:
1. 2008. Миодраг Јовановић, Београд
2. 2009. Јанча Златковић, Врање
3. 2012. Јулије Ђула Корхец, Суботица
4. 2013. Миомир Малетић, Инђија
5. 2013. др Дане Корица, Београд (Спортски савез Србије)
6. 2013. Иван Тодоров, Београд (Олимпијски комитет Србије)